# Canyamel (Mallorca)
Canyamel és una localitat costanera al nord-est de Mallorca. Es troba a sis quilòmetres al sud de cala Rajada i al sud del cap Vermell. Administrativament, pertany al municipi de Capdepera.

## Nom
El nom de Canyamel sembla tenir el seu origen en un cultiu introduït al segle xv: la canyamel, utilitzada per produir sucre. L'any 1466, sis prohoms van impulsar aquesta explotació a les terres planes prop de la torre d'en Montsó, al costat d'un estany litoral. Es construïren síquies, safareigs i un trapig per processar la canya. Tot i els esforços, l'explotació va fracassar al cap de set anys, i les instal·lacions van quedar abandonades.
No obstant això, Joan Coromines especula que el topònim podria tenir un origen mossàrab, derivat de la paraula Caramel·lo, present en la denominació d'una coma de l'indret.

## Geografia

### Entorn natural
Es troba envoltada pels turons boscosos de la serra de Son Jordi i el puig Negre, que desemboquen en el cap del Pinar al sud-oest i en el cap Vermell al nord-est.
L'estany de Canyamel, és una zona humida protegida (ANEI) d'uns 500 metres de llarg i 25 d'ample, inclosa a l'Inventari Balear de Zones Humides (codi MAMT11). Alimentat pel torrent de Canyamel i intrusions marines, presenta una estratificació meromíctica amb aigua salada al fons i dolça a la superfície. Tot i la seva qualitat biològica bona, pateix problemes d'eutrofització i pressions per urbanisme, pesca i  agricultura.
L'estany alberga hàbitats valuosos, com boscos de ribera d'àlbers únics a Mallorca i torberes, i és un refugi per a fauna diversa, incloent-hi aus aquàtiques com fotges, arners i corbs marins, així com amfibis, rèptils i espècies invasores com la tortuga de Florida. Equipat amb passarel·les i cartelleria, l'espai combina ús públic i conservació ambiental, tot i haver perdut part de la seva riquesa natural original.

### Platja de Canyamel

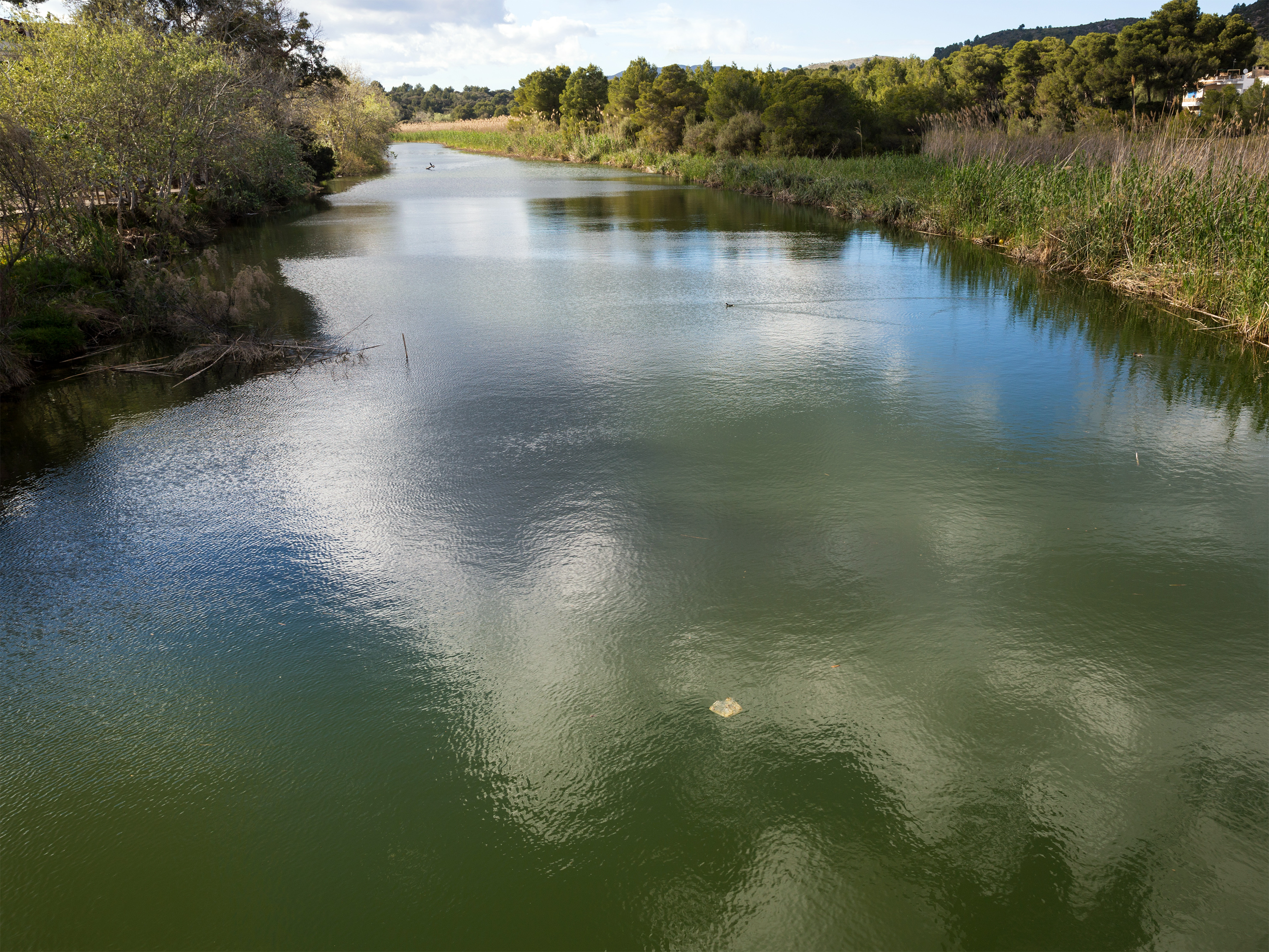
Torrent de Canyamel

La platja de Canyamel, amb la seva sorra fina de color torrat, s'estén uns 300 metres al llarg de la costa i rep les aigües del torrent de Canyamel. És una destinació molt concorreguda tant per visitants locals com turistes, especialment durant l'estiu. Aquest arenal, orientat al sud-est, ofereix bones condicions per al fondeig d'embarcacions però la millor opció per ancorar es troba davant els penya-segats del cap Vermell. El port més pròxim és el Club Nàutic Cala Ratjada, situat a unes dues milles marítimes.
El torrent de Canyamel travessa la localitat, dividint-la en dues àrees diferenciades. Al sud es troba la zona d'orientació turística, amb hotels, una zona de vianants i la històrica torre de Canyamel. Al nord, al cap Vermell, predominen les viles residencials, un camp de golf i les Coves d'Artà. La platja també està connectada amb la població mitjançant un pont, que va ser renovat el 2008, millorant l'accessibilitat i la integració de les dues zones urbanes.

## Llocs d'interès

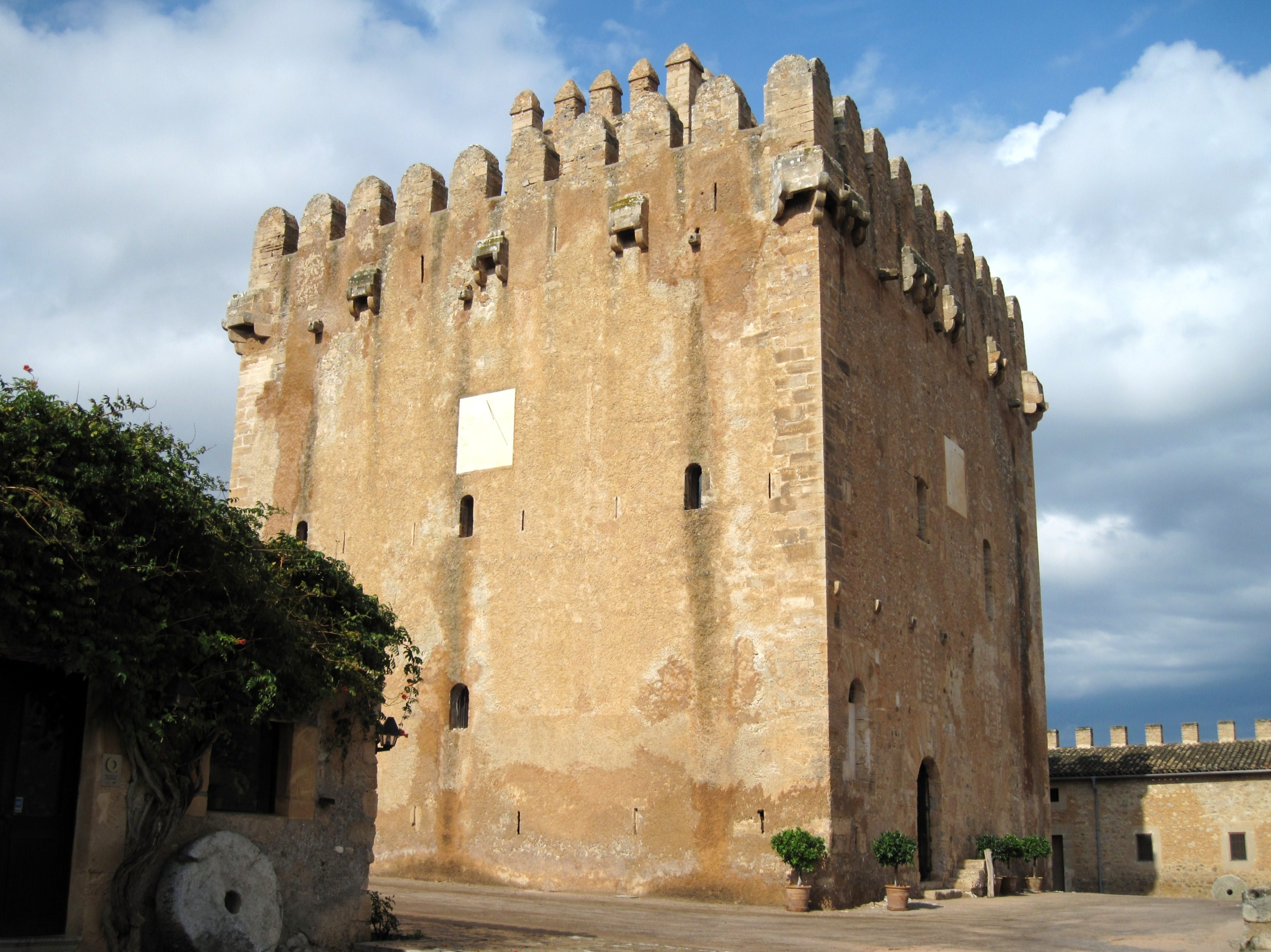
Torre de Canyamel o torre d'en Montsó

- Torre de Canyamel o torre d'en MontsóLa torre de Canyamel és de planta quadrada amb tres plantes i és una torre de defensa emmerletada massiva del segle xiii, però podria haver estat construït sobre fonaments més antics. La família Montsó la manà construir, d'aquí que originàriament s'anomenàs torre d'en Montsó. Rebatejat un segle després degut al cultiu de la canya de sucre local. Va servir com a torre de defensa enfront els pirates barbarescs.[6]
- Les Coves d'Artà són les segones coves més grans de Mallorca, també estan senyalitzades com a Coves de Canyamel.[5]
- El poblat talaiòtic d'Es Claper des Gegants, situat entre oliveres, és un jaciment arqueològic descobert parcialment el 1998 que inclou un talaiot central i restes d'estructures adjacents. Un camí per visitants recorre el poblat, amb taulers informatius que ofereixen dades sobre la seva història i funció.[7]